# Nola belotypa
Nola belotypa är en fjärilsart som beskrevs av George Francis Hampson 1914. Nola belotypa ingår i släktet Nola och familjen trågspinnare. Inga underarter finns listade i Catalogue of Life.